# Campionati europei di winter triathlon del 2016
I Campionati europei di winter triathlon del 2016 (XVIII edizione) si sono tenuti a Otepää in Estonia, in data 23 gennaio 2016.
Tra gli uomini ha vinto per la quarta volta (terza consecutiva) il russo Pavel Andreev. Tra le donne ha trionfato per la seconda volta consecutiva la russa Olga Parfinenko..
La gara junior ha visto trionfare il russo Anton Matrusov e l'estone Merili Sirvel.
Il titolo di Campione europeo di winter triathlon della categoria under 23 è andato al russo Roman Vasin. Tra le donne si è aggiudicata il titolo di Campionessa europea di winter triathlon della categoria under 23 la russa Iuliia Baiguzova.

## Risultati

### Élite uomini
| Pos. | Atleta            | Paese    | Corsa    | Bici     | Sci      | Totale   |
| ---- | ----------------- | -------- | -------- | -------- | -------- | -------- |
|      | Pavel Andreev     | Russia   | 00:21:41 | 00:23:24 | 00:22:06 | 01:08:27 |
|      | Maxim Kuzmin      | Russia   | 00:21:39 | 00:23:24 | 00:23:06 | 01:09:24 |
|      | Pavel Yakimov     | Russia   | 00:21:43 | 00:23:29 | 00:23:18 | 01:09:55 |
| 4    | Daniel Antonioli  | Italia   | 00:21:42 | 00:24:15 | 00:23:03 | 01:10:18 |
| 5    | Oivind Bjerkseth  | Norvegia | 00:22:35 | 00:22:34 | 00:23:26 | 01:10:30 |
| 6    | Evgeny Kirillov   | Russia   | 00:21:42 | 00:24:20 | 00:23:24 | 01:10:40 |
| 7    | Dmitriy Bregeda   | Russia   | 00:21:41 | 00:23:35 | 00:24:41 | 01:11:07 |
| 8    | Sander Linnus     | Estonia  | 00:22:38 | 00:24:26 | 00:23:42 | 01:12:20 |
| 9    | Kristian Monsen   | Norvegia | 00:21:39 | 00:25:32 | 00:23:56 | 01:12:52 |
| 10   | Allar Soo         | Estonia  | 00:23:02 | 00:25:08 | 00:23:26 | 01:13:35 |
| 11   | Roman Vasin       | Russia   | 00:22:28 | 00:25:22 | 00:24:46 | 01:13:55 |
| 12   | Giuseppe Lamastra | Italia   | 00:22:36 | 00:25:26 | 00:25:07 | 01:14:52 |
| 13   | Fedor Golubev     | Russia   | 00:22:30 | 00:26:53 | 00:24:56 | 01:15:36 |
| 14   | Fedor Nikolaev    | Russia   | 00:24:36 | 00:25:24 | 00:24:20 | 01:15:46 |
| 15   | Heiko Sepp        | Estonia  | 00:25:09 | 00:28:34 | 00:26:09 | 01:22:05 |
| 16   | Andres Nops       | Estonia  | 00:25:24 | 00:32:26 | 00:33:31 | 01:33:08 |

### Élite donne
| Pos. | Atleta                | Paese     | Corsa    | Bici     | Sci      | Totale   |
| ---- | --------------------- | --------- | -------- | -------- | -------- | -------- |
|      | Olga Parfinenko       | Russia    | 00:25:03 | 00:30:54 | 00:25:46 | 01:23:21 |
|      | Yulia Surikova        | Russia    | 00:25:02 | 00:32:18 | 00:26:22 | 01:25:10 |
|      | Romana Slavinec       | Austria   | 00:25:55 | 00:30:14 | 00:29:41 | 01:27:35 |
| 4    | Sarka Grabmullerova   | Rep. Ceca | 00:27:06 | 00:33:50 | 00:28:22 | 01:31:45 |
| 5    | Iuliia Baiguzova      | Russia    | 00:30:36 | 00:30:02 | 00:29:37 | 01:31:55 |
| 6    | Natalie Grabmullerova | Rep. Ceca | 00:30:09 | 00:39:59 | 00:33:36 | 01:48:03 |

### Under 23 uomini
| Pos. | Atleta        | Paese   | Corsa    | Bici     | Sci      | Totale   |
| ---- | ------------- | ------- | -------- | -------- | -------- | -------- |
|      | Roman Vasin   | Russia  | 00:22:28 | 00:25:22 | 00:24:46 | 01:13:55 |
|      | Fedor Golubev | Russia  | 00:22:30 | 00:26:53 | 00:24:56 | 01:15:36 |
|      | Andres Nops   | Estonia | 00:25:24 | 00:32:26 | 00:33:31 | 01:33:08 |

### Under 23 donne
| Pos. | Atleta                | Paese     | Corsa    | Bici     | Sci      | Totale   |
| ---- | --------------------- | --------- | -------- | -------- | -------- | -------- |
|      | Iuliia Baiguzova      | Russia    | 00:30:36 | 00:30:02 | 00:29:37 | 01:31:55 |
|      | Natalie Grabmullerova | Rep. Ceca | 00:30:09 | 00:39:59 | 00:33:36 | 01:48:03 |

### Junior uomini
| Pos. | Atleta                | Paese    | Corsa    | Bici     | Sci      | Totale   |
| ---- | --------------------- | -------- | -------- | -------- | -------- | -------- |
|      | Anton Matrusov        | Russia   | 00:11:34 | 00:14:12 | 00:14:17 | 00:41:01 |
|      | Marco Liporace        | Italia   | 00:12:05 | 00:13:43 | 00:14:46 | 00:41:33 |
|      | Henry Räppo           | Estonia  | 00:11:27 | 00:14:35 | 00:14:07 | 00:41:56 |
| 4    | Siim Kiskonen         | Estonia  | 00:12:38 | 00:12:58 | 00:15:11 | 00:42:40 |
| 5    | Johannes Sikk         | Estonia  | 00:11:18 | 00:16:49 | 00:14:52 | 00:44:22 |
| 6    | Savelijs Suharževskis | Lettonia | 00:11:27 | 00:16:45 | 00:14:44 | 00:44:32 |
| 7    | Sten Eric Nirgi       | Estonia  | 00:13:13 | 00:16:13 | 00:16:58 | 00:50:08 |

### Junior donne
| Pos. | Atleta                 | Paese   | Corsa    | Bici     | Sci      | Totale   |
| ---- | ---------------------- | ------- | -------- | -------- | -------- | -------- |
|      | Merili Sirvel          | Estonia | 00:15:58 | 00:16:00 | 00:17:27 | 00:51:39 |
|      | Mairis Õispuu          | Estonia | 00:15:18 | 00:17:36 | 00:17:11 | 00:52:19 |
|      | Liis Jääger            | Estonia | 00:15:17 | 00:23:01 | 00:18:07 | 00:58:00 |
| 4    | Kersti Johanna Ojasild | Estonia | 00:20:47 | 00:24:58 | 00:35:22 | 01:24:33 |